# Argythamnia microphylla
Argythamnia microphylla är en törelväxtart som beskrevs av Ferdinand Albin Pax. Argythamnia microphylla ingår i släktet Argythamnia och familjen törelväxter. Inga underarter finns listade i Catalogue of Life.